# 低空跳伞

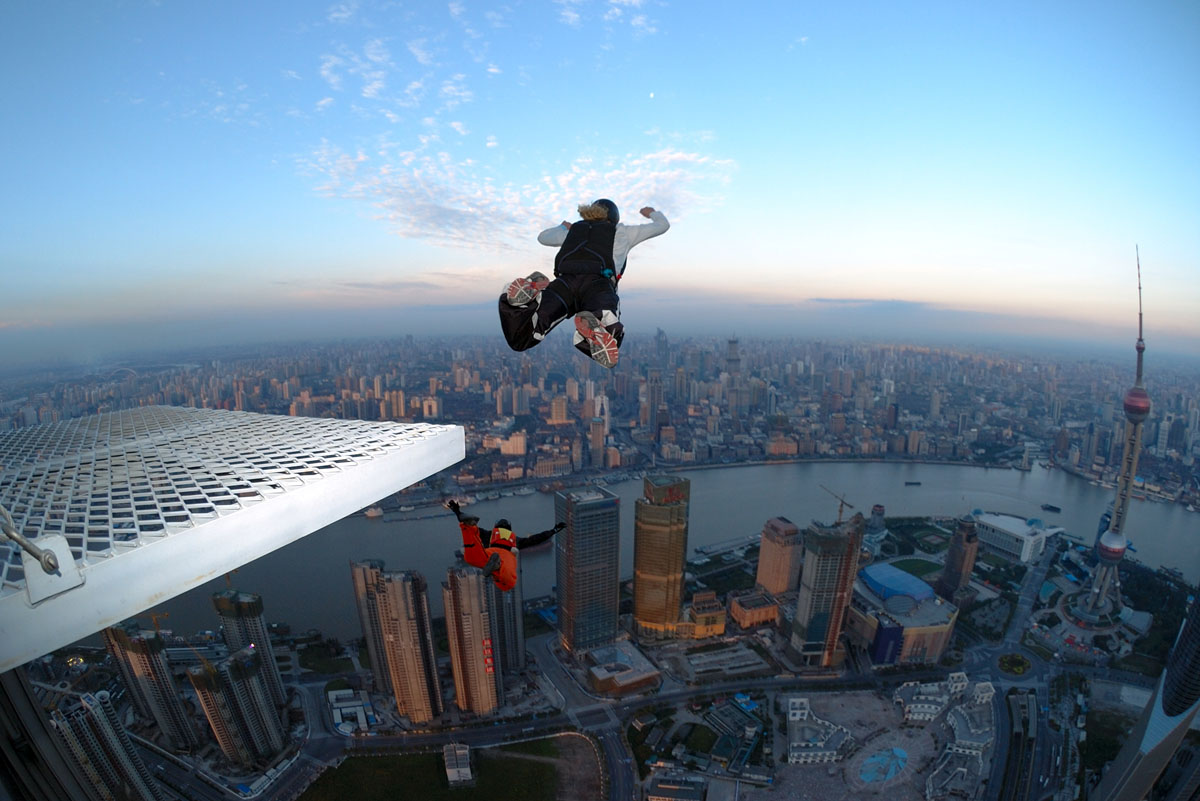
从上海一座高楼上跳下的低空跳伞者

低空跳伞（英語：BASE jumping）是指从固定高处跳下的跳伞或翼装飞行运动，其英文名称中的是四个低空跳伞常见地点的首字母，分别为高楼（building）、天线塔（antenna）、大桥（span）以及悬崖（Earth）。由于低空跳伞的高度很低，这一运动与通常的跳伞运动（从飞机上跳下）相比危险得多。在美国，低空跳伞被许多人看作是一项边缘的极限运动。正因为其危险性，这一运动在不少地方被立法禁止，虽然仍有些地方允许进行低空跳伞。